# Maurice Requillé
Maurice Requillé war ein belgischer Ruderer.

## Biografie
Maurice Requillé gewann bei den Europameisterschaften 1920 in Mâcon Silber mit dem Achter des Cercle des Régates de Bruxelles. Bei den Olympischen Sommerspielen 1920 in Antwerpen schied er mit der belgischen Crew in der Achter-Regatta im Vorlauf aus.